# František Xaver Neruda
František Xaver Neruda, německy Franz Xaver Neruda (3. prosince 1843 Brno – 19. března 1915 Kodaň) byl moravský violoncellista a hudební skladatel.

## Život
František Xaver Neruda se narodil v Brně v hudební rodině. Byl pátým dítětem varhaníka brněnské katedrály Josefa Nerudy, byl pokřtěn jmény František Xaver Viktor. Vyrostl ve Vídni a nejprve se učil od svého otce hrát na housle (od roku 1852) a po smrti svého bratra Viktora, který hrál na violoncello, se na něj začal učit sám. Se svým otcem a čtyřmi sourozenci vystupoval na různých místech v Evropě, a to jak v rámci Neruda Quartet, tak i sólově. V letech 1859–1860 studoval hru na violoncello u Adriena-Françoise Servaise.
Později se Neruda stal členem královského hudebního tělesa v Kodani. Dne 3. prosince 1868 zde založil komorní hudební společnost a následujícího roku byl jmenován královským komorním hudebníkem. V roce 1869 se oženil s baletkou Camillou Cetti. Po angažmá v Londýně a Manchesteru se odstěhoval zpět do Kodaně, kde zůstal až do doby, kdy byl Antonem Rubinsteinem jmenován jako nástupce profesora vyučující hru na cello Karla Davydova na konzervatoři v Petrohradě. V roce 1891 byl jmenován dirigentem hudební společnosti ve Stockholmu a v roce 1892 dirigentem kodaňské Hudební společnosti, kde nahradil Nielse Wilhelma Gadea. V roce 1893 se stal profesorem vyučujícím hru na violoncello na Královské dánské hudební akademii. Po smrti jej Carl Nielsen nahradil v roli ředitele kodaňské Hudební společnosti a složil prolog pro recitaci a orchestr In memoriam Franz Neruda.

## Dílo
Jeho hlavní dílo zahrnuje pět koncertů pro violoncello, čtyři kvartety a tři orchestrální díla. Rovněž napsal mnoho malých skladeb pro klavír, varhany, violoncello, housle a několik písní. Jeho Cello concerto No. 2 in d minor, Op. 59 v minulosti i dnes patří k běžným dílům repertoáru pro violoncello. Cello concertos No. 1 in e minor, Op. 57, No. 3 in A major, Op. 60 and No. 5 in G major, Op. 66 měly premiéru v roce 2005, realizovanou violoncellistkou Beatou Altenburgovou a Anhaltischen Philharmonie Dessau pod vedením Gola Berga. CD vydané při této příležitosti zůstává jediným široké veřejnosti dostupným záznamem jeho děl.